# 岡部三郎
岡部 三郎（おかべ さぶろう、1926年8月12日 - 2024年6月25日）は、日本の農水官僚、政治家。元参議院議員（3期）。北海道開発庁長官（第64代）、沖縄開発庁長官（第33代）を務めた。

## 経歴
神奈川県横浜市出身。旧制横浜一中（現・神奈川県立希望ケ丘高等学校）、二高、東京大学農学部卒業。
1948年に農林省（現在の農林水産省）に入省。農林省構造改善局設計課長、構造改善局建設部長、構造改善局次長などを務め、1979年に農林省を退職。
- 1980年、第12回参議院議員通常選挙に全国区から出馬し初当選。
- 1986年、第14回参議院議員通常選挙で再選。
- 1992年、第16回参議院議員通常選挙で3選。
- 1996年、第1次橋本内閣で初入閣（北海道開発庁長官、沖縄開発庁長官）。
- 1998年、第18回参議院議員通常選挙をもって政界から引退。

ほかに、科学技術政務次官、参議院農林水産委員長、参議院内閣委員長、参議院教育改革・スポーツ振興特別委員会副委員長、参議院総合政策委員会委員、グリーン・ツーリズム議員懇談会会長、全国土地改良事業団連合会理事などの要職を歴任した。1997年、勲一等瑞宝章受章。
2024年6月25日、死去した。97歳没。死没日付をもって従三位に叙された。

## 主な著作
- 「図説土地改良100講―明日の農村建設をめざして」 (1979年)地球社